# نیسان پینتارا
نیسان پینتارا (Nissan Pintara) خودرویی است که در سال‌های ۱۹۸۶ تا ۱۹۹۳تولید شده‌است. است.

## نگارخانه

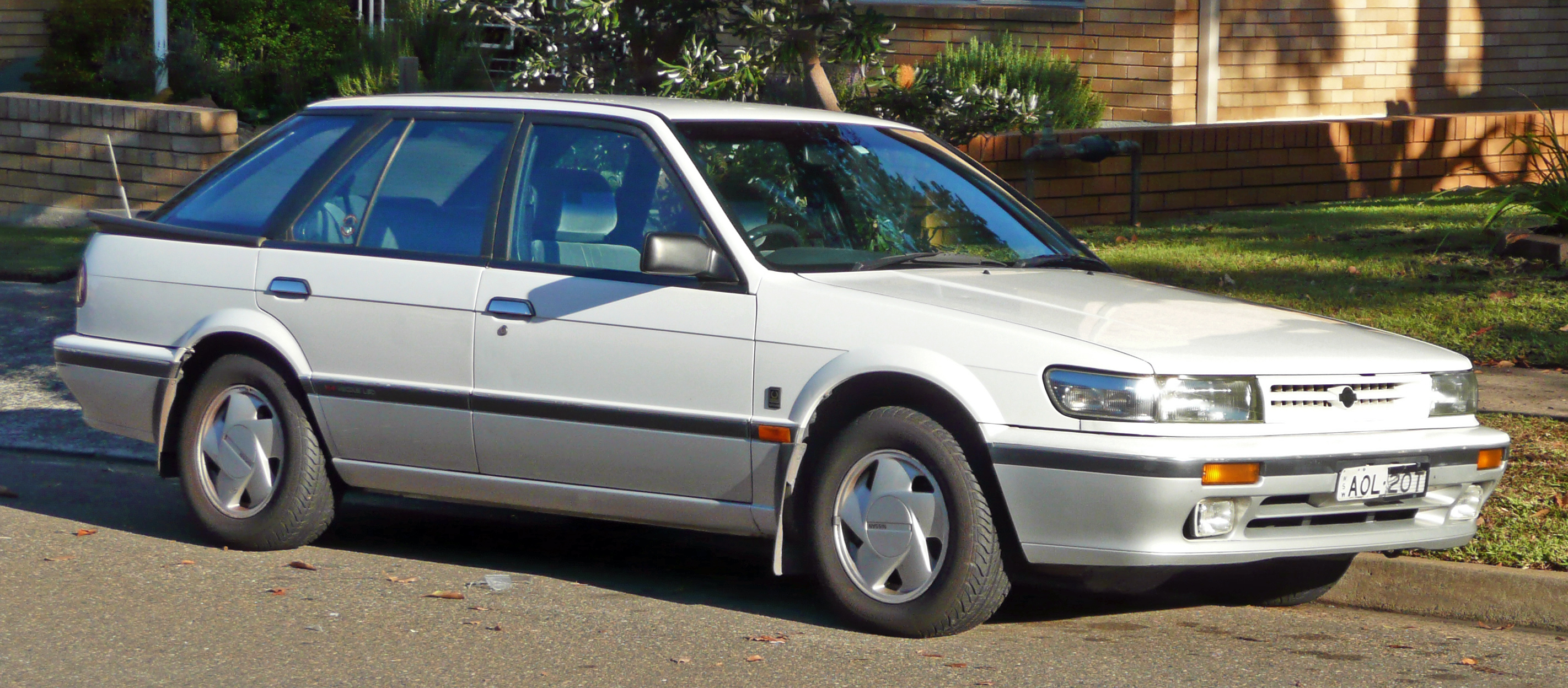
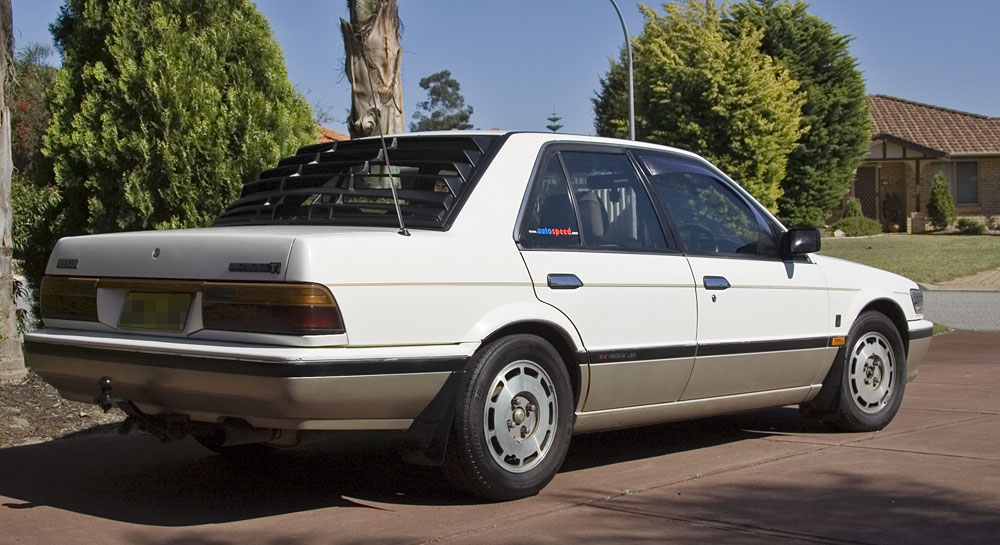
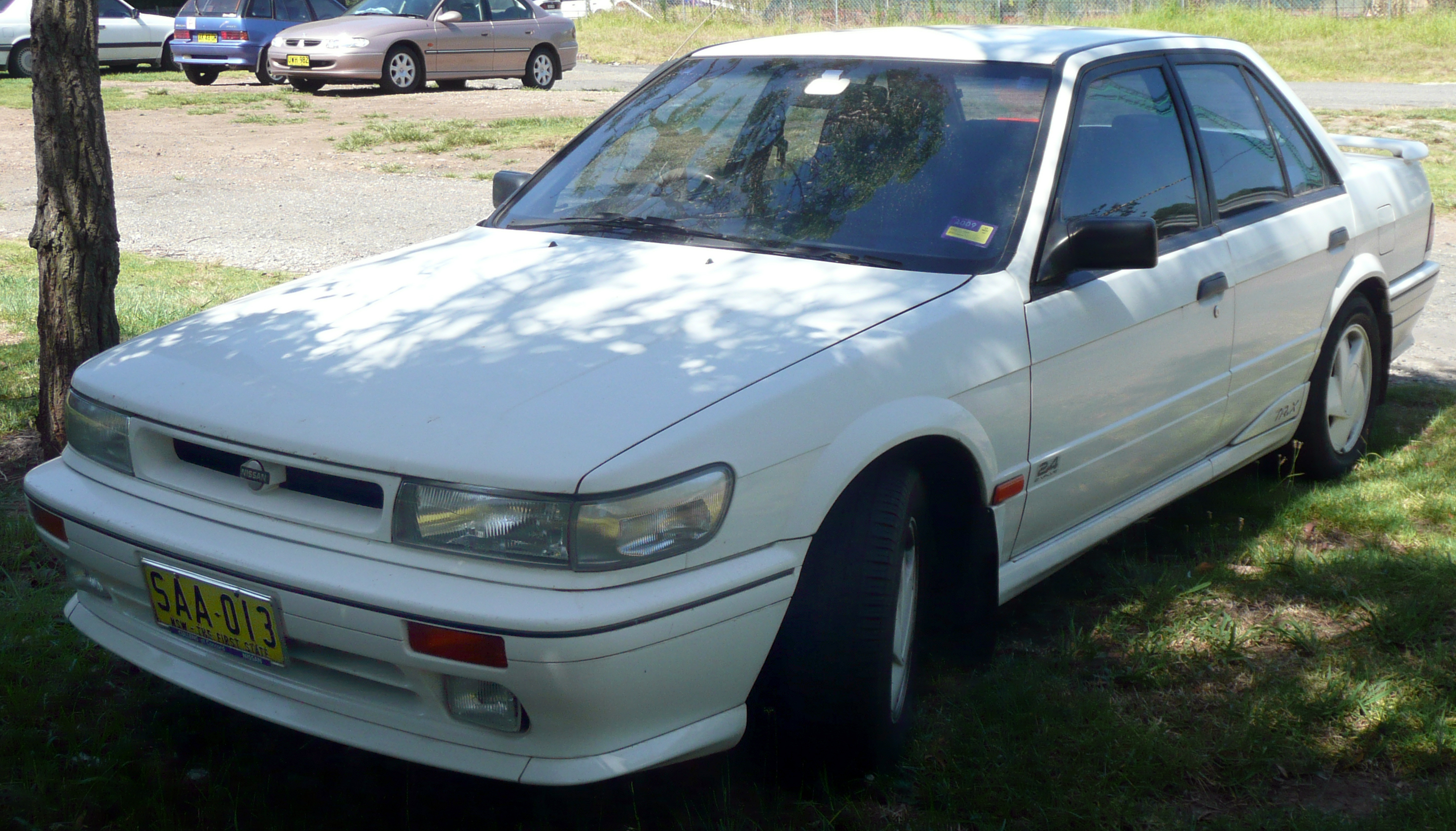
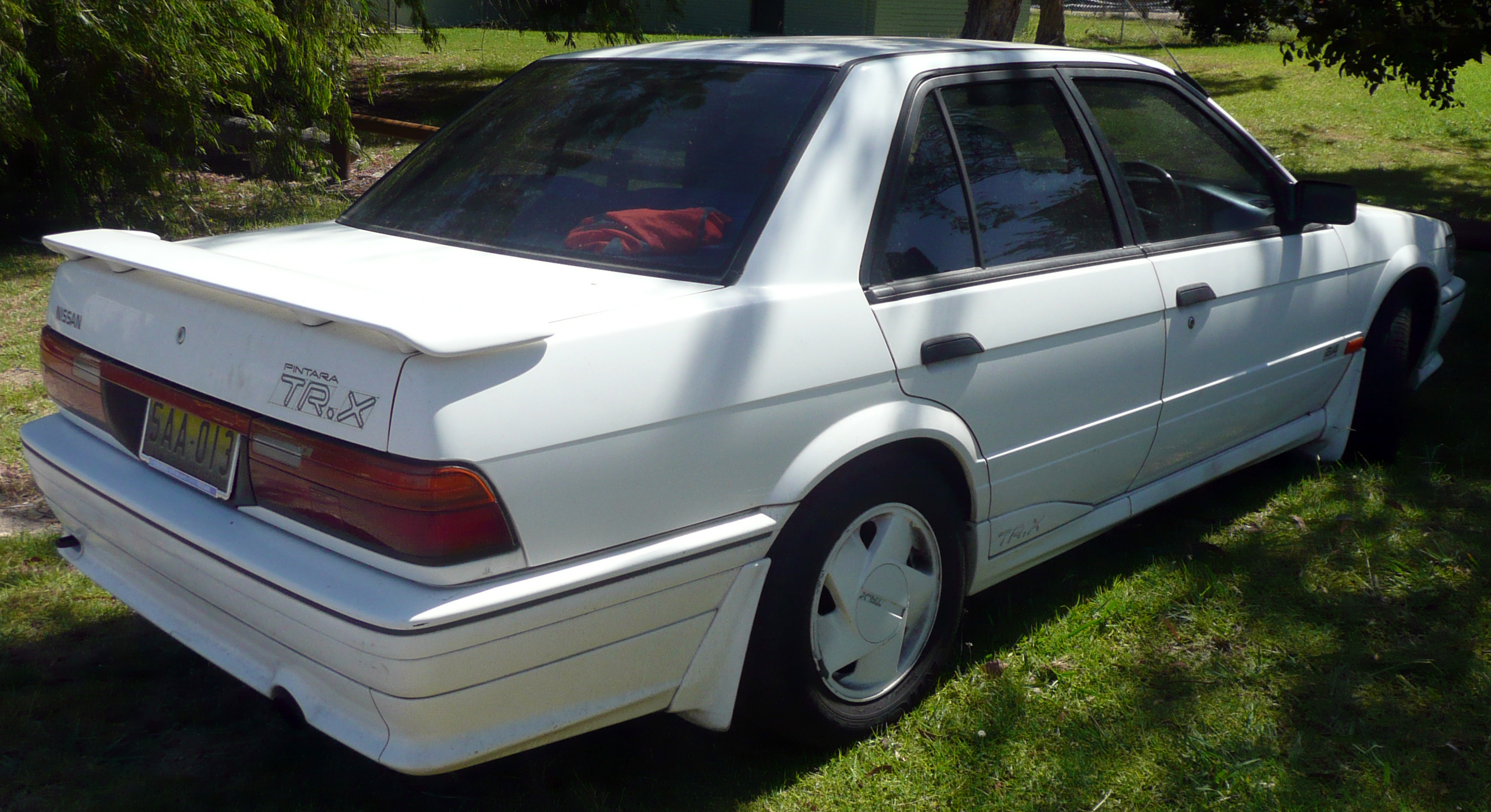